# José Manuel Torres Couto
José Manuel Torres Couto (ur. 1 lutego 1947 w Porto) – portugalski działacz związkowy i polityk, parlamentarzysta krajowy, eurodeputowany III i IV kadencji.

## Życiorys
Ukończył szkołę średnią, odbył służbę wojskową m.in. na terenie Gwinei Portugalskiej. Pracował w państwowym przedsiębiorstwie ubezpieczeniowym. W 1975 został etatowym działaczem związkowym. W 1978 współtworzył nową centralę związkową União Geral de Trabalhadores. Na pierwszym kongresie UGT w styczniu 1979 został wybrany na sekretarza generalnego tej organizacji. Centralą związkową kierował na tym stanowisku nieprzerwanie do stycznia 1995.
Zaangażował się także w działalność polityczną w ramach Partii Socjalistycznej. Z jej ramienia w 1985, 1987 i 1991 uzyskiwał mandat posła do Zgromadzenia Republiki. Od 1989 do 1999 sprawował mandat eurodeputowanego, zasiadając w grupie socjalistycznej, pracując głównie w Komisji ds. Socjalnych, Zatrudnienia i Środowiska Pracy. Do 2001 działał także w samorządzie Almeidy jako członek zarządu tej gminy.